# Omar Da Fonseca
Omar Da Fonseca (Buenos Aires, 20 ottobre 1959) è un ex calciatore argentino naturalizzato francese, di ruolo attaccante.

## Biografia
Al termine della carriera è divenuto procuratore sportivo, portando in Francia giocatori sudamericani come José Luis Chilavert o gestendo i trasferimenti di giocatori come David Trezeguet.
Parallelamente svolge anche l'attività di commentatore tecnico per diversi canali televisivi, fra cui Canal+ e beIN Sports. Nello stesso ruolo, ha prestato la propria voce anche per l'edizione francese di FIFA 23.

## Carriera
Fra il 1978 e il 1990, ha disputato 72 gare nella Primera División argentina e 173 incontri di massima divisione francese. Nella stagione 1983-1984 ha vinto il titolo di capocannoniere della seconda divisione francese.

## Palmarès

### Club
- Campionato francese: 1

Paris Saint-Germain: 1985-1986
- Campionato francese di seconda divisione: 1

Tours: 1983-1984

### Individuale
- Capocannoniere della Division 2: 1

1983-1984, Girone B (23 gol)